# San Juan de Los Morros (Venezuela)
San Juan de Los Morros est une ville du Venezuela, capitale de l'État de Guárico et chef-lieu de la municipalité de Juan Germán Roscio. Elle a été fondée en 1780. Sa population était de 103 706 habitants lors du recensement de 2001[réf. nécessaire].

## Géographie

### Transports
La ville est connectée avec le Sud par une autoroute qui passe par Parapara.

## Sources
- (es) Cet article est partiellement ou en totalité issu de l’article de Wikipédia en espagnol intitulé « San Juan de Los Morros » (voir la liste des auteurs).